# Kleimenhagen
Kleimenhagen ist ein deutscher Familienname.

## Herkunft und Bedeutung
Kleimenhagen ist ein aus Glymen und Hayn zusammengesetzter Name. Diese Wortzusammensetzung bildete sich zu Beginn der Frühen Neuzeit zu den Namen Gliemenhayn und Gleimenhain und war eine Adelsverbindung, wobei der Name der hessischen Stadt schon aus dem Mittelalter stammt. Der Ursprung liegt dabei in der thüringischen Stadt Schmalkalden und in Hessen im Bereich des Vogelsbergkreises. Nach dem Dreißigjährigen Krieg legte die Familie das Adelsprädikat ab.